# Раджи, Антонио
Антонио Раджи  (итал. Ercole Antonio Raggi 1624, Вико Моркоте, Швейцария — 1 августа 1686, Рим) — итальянский скульптор, ученик и сотрудник гения итальянского барокко Дж. Л. Бернини.
Эрколе Антонио Раджи, по прозванию «Ломбардец» (il Lombardo), родился в Вико Моркоте, округе Лугано Тессинского кантона итальянской Швейцарии — горной области, из которой происходят многие выдающиеся итальянские скульпторы, архитекторы и инженеры-строители.
В 1635 году вместе с братьями Бернардино и Альберто прибыл в Рим. С 1645 года Антонио Раджи работал в Риме в мастерской Алессандро Альгарди. С 1647 года учился у Джан Лоренцо Бернини, под началом и под влиянием которого он будет трудиться около тридцати лет. Раджи стал самым близким и, безусловно, самым плодовитым учеником Бернини. Даже в ранних работах Раджи мастерски использовал сложную пластику фигур и драпировок, рассчитанных на эффекты освещения. Благодаря этим качествам архитектор Франческо Борромини привлёк Раджи к выполнению скульптур для своих проектов, например церквей Сан-Джованни-деи-Фиорентини и Сан-Карло алле Куатро Фонтане.
Одна из его самых известных работ — мраморный рельеф, посвящённый Святой Чечилии в Сант-Аньезе-ин-Агоне. По углам подкупольного квадрата в полукруглых арочных нишах расположены обрамлённые колоннами и пилястрами четыре алтаря. В них установлены мраморные, так называемые «живописные горельефы» работы учеников Дж. Л. Бернини: «Смерть Св. Алессия» (Дж. Ф. Росси), «Мученичество Св. Ефстафия» (М. Кафа, Э. Феррата), «Мученичество Св. Емеренцианы» (Э. Феррата, Л. Ретти) и «Смерть Св. Чечилии» работы Раджи (1662—1666).
Раджи делал скульптуру «Дунай» по проекту Бернини для Фонтана Четырёх Рек на Пьяцца Навона (1650—1651), скульптуры для главного алтаря (Кафедры Святого Петра) в Соборе Святого Петра в Ватикане (1657—1664), фигуру Ангела с колонной бичевания по модели Бернини (1668—69) для моста Сант-Анжело, мраморный рельеф для Капеллы Джинетти в церкви Сант-Андреа-делла-Валле. (1675), работы для церкви Иль-Джезу (1672—1679).
В 1656 году Антонио Раджи создавал скульптуру Св. Бернардина Сиенского для Капеллы Киджи в Соборе Сиены.
1 июля 1657 года Раджи был избран в члены Академии Святого Луки.
Среди других его работ: образ Мадонны с Младенцем для церкви Сен-Жозеф-де-Карм в Париже (1650—1651), завершение лепного украшения Соборной церкви Сан-Томмазо ди Вилланова в Кастель-Гандольфо (1660—1661), лепной декор в церкви Сант-Андреа-делле-Фратте по композиции Бернини (1662—1665), статуи Святого Бернардино и Папы Александра VII для собора Сиены и святого Бенедикта в Субиако, скульптурная группа «Не касайся Меня» (Noli me tangere) для церкви Санти-Доменико-э-Систо в Риме. Его близкими сотрудниками были Леонардо Рети, Микеле Малья и Паоло Налдини. Из его учеников известны только Джузеппе Маццуоли и Франческо Нуволоне, сын штукатура Антонио из Тичино.

## Галерея

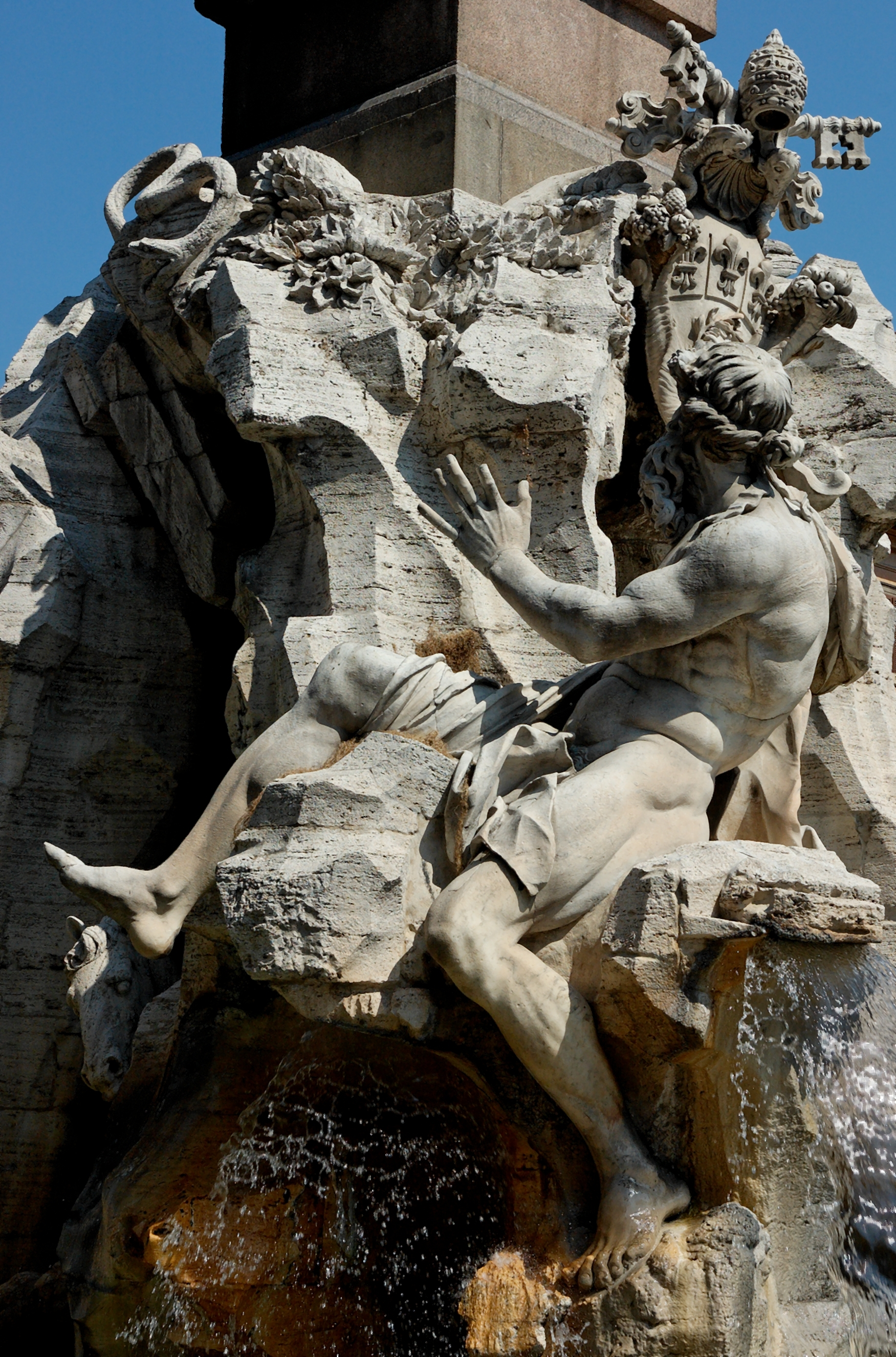
Дунай. Скульптура Фонтана четырёх рек на Пьяцца Навона в Риме. 1650—1651
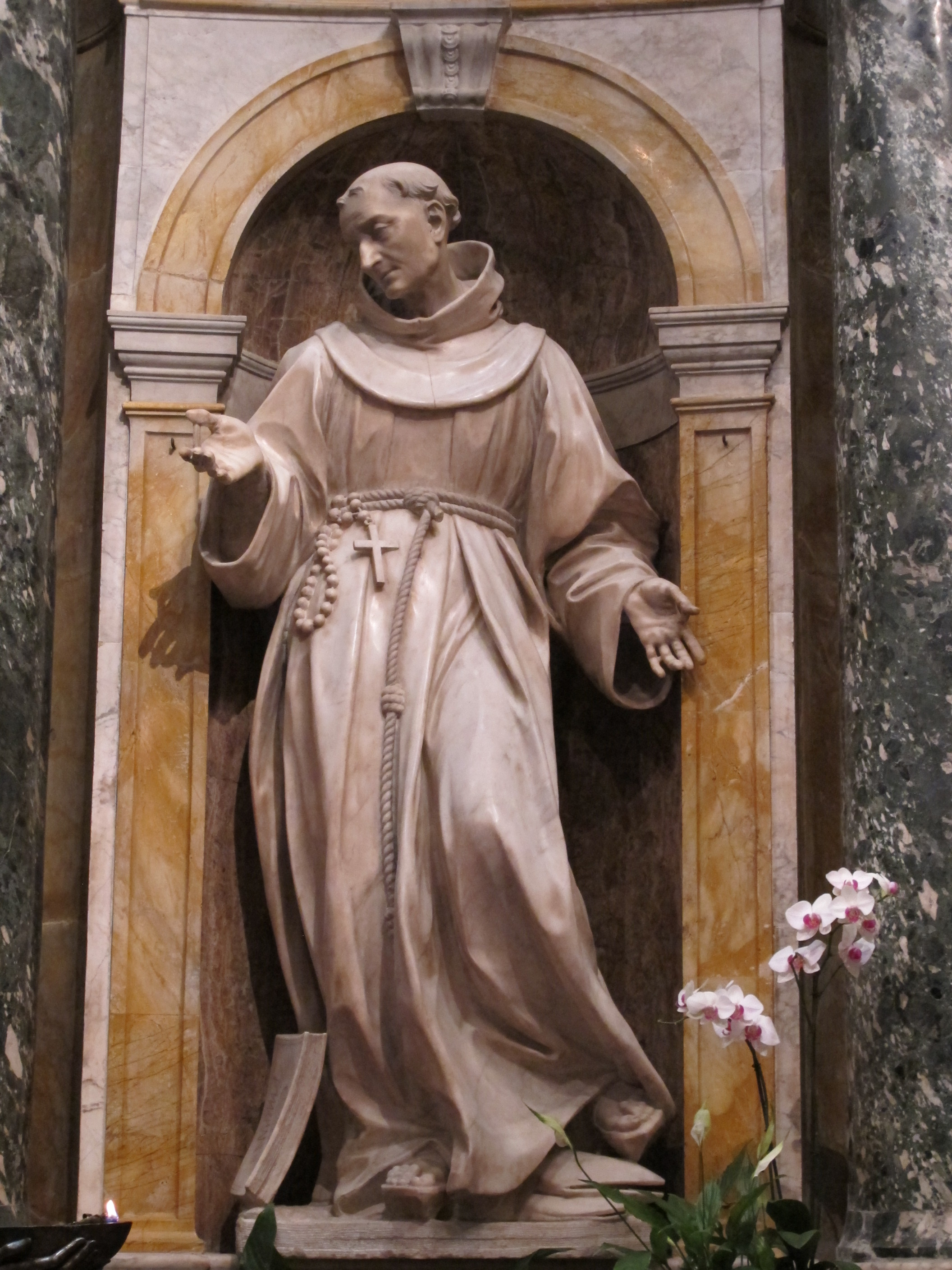
Статуя Святого Бернардина Сиенского в Капелле Киджи Собора в Сиене. 1656
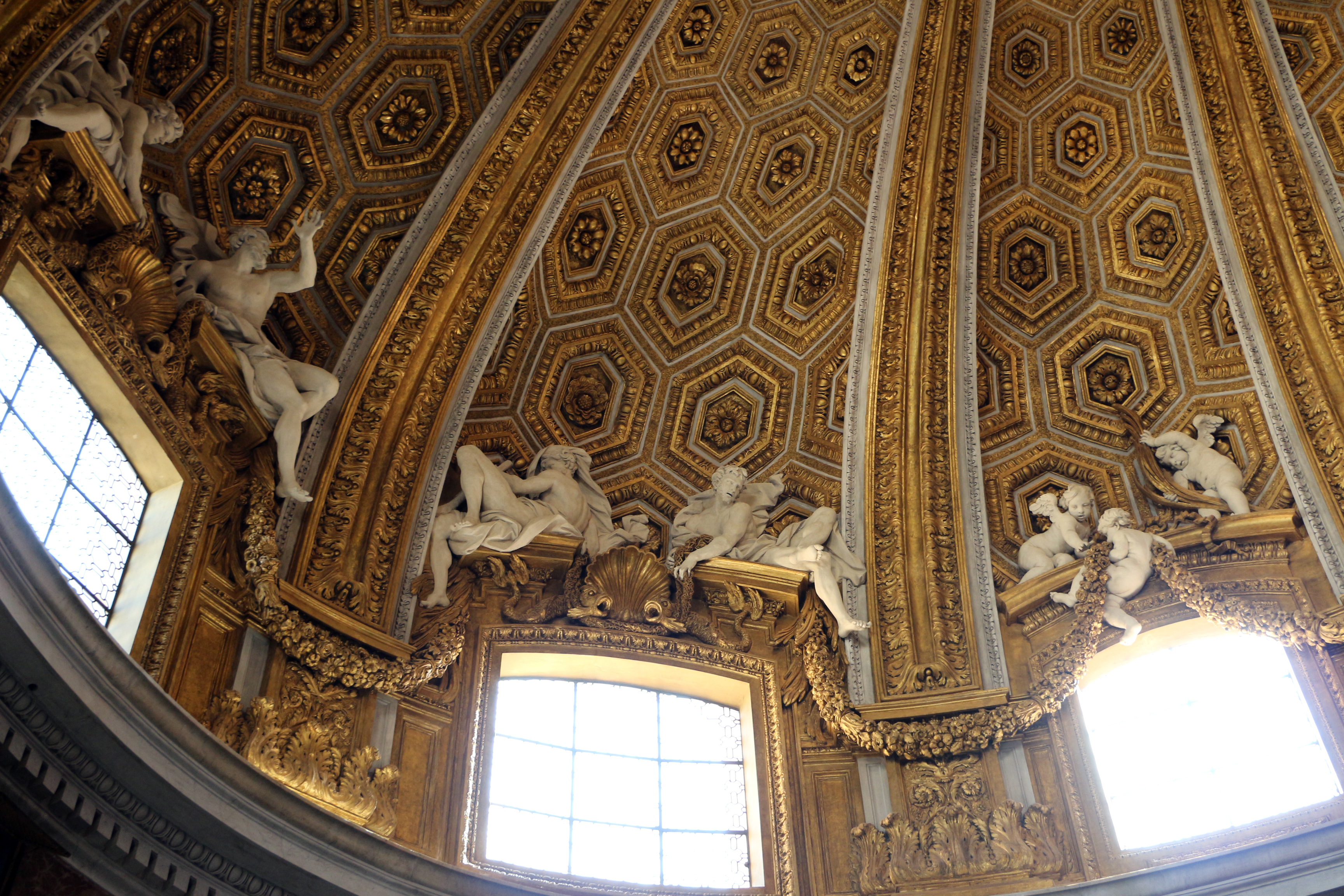
Фигуры в куполе церкви Сант-Андреа-аль-Квиринале в Риме. Стукко. Архитектор Джан Лоренцо Бернини. 1670-е гг.
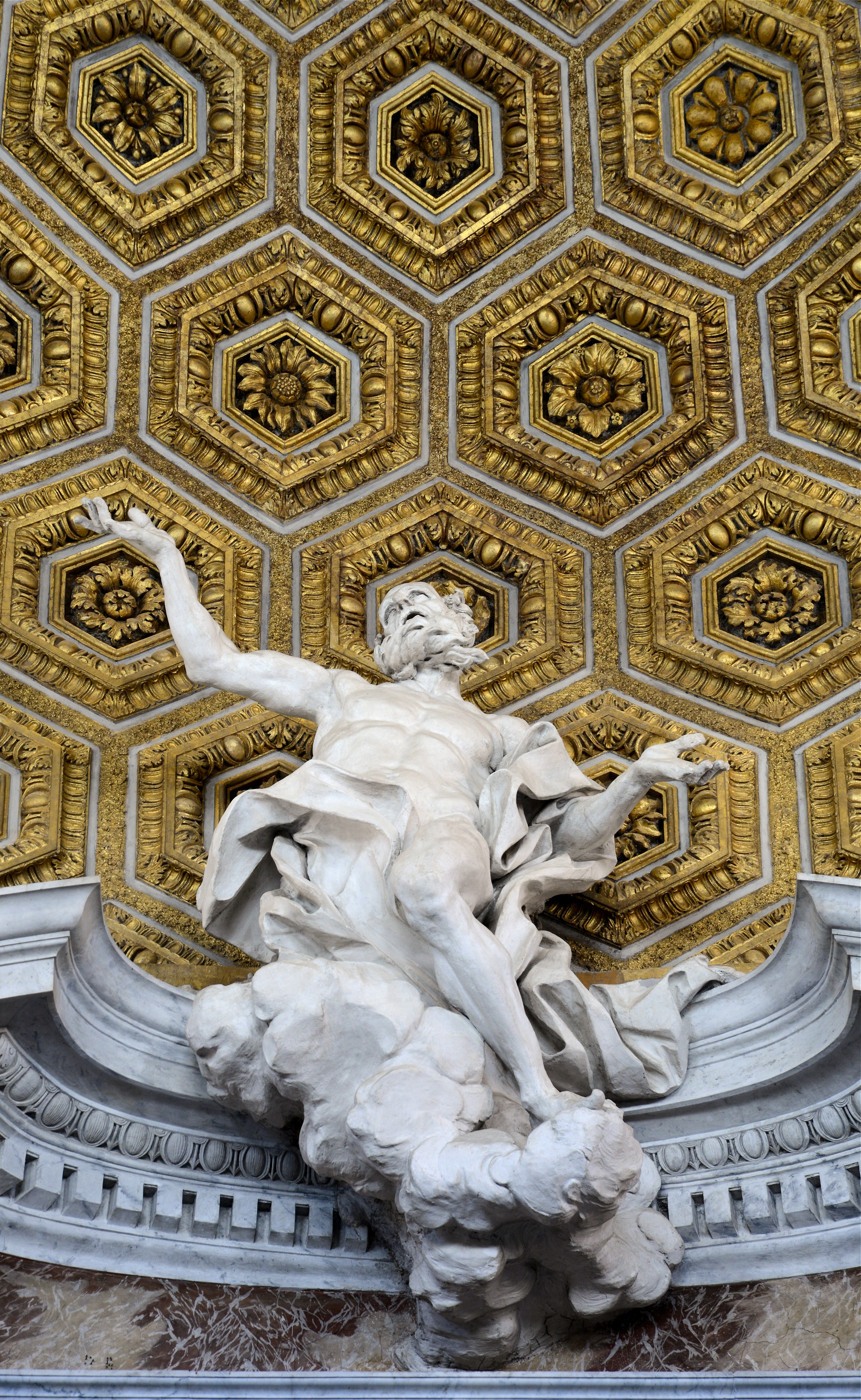
Святой Андрей. Скульптура купола церкви Сант-Андреа-аль-Квиринале
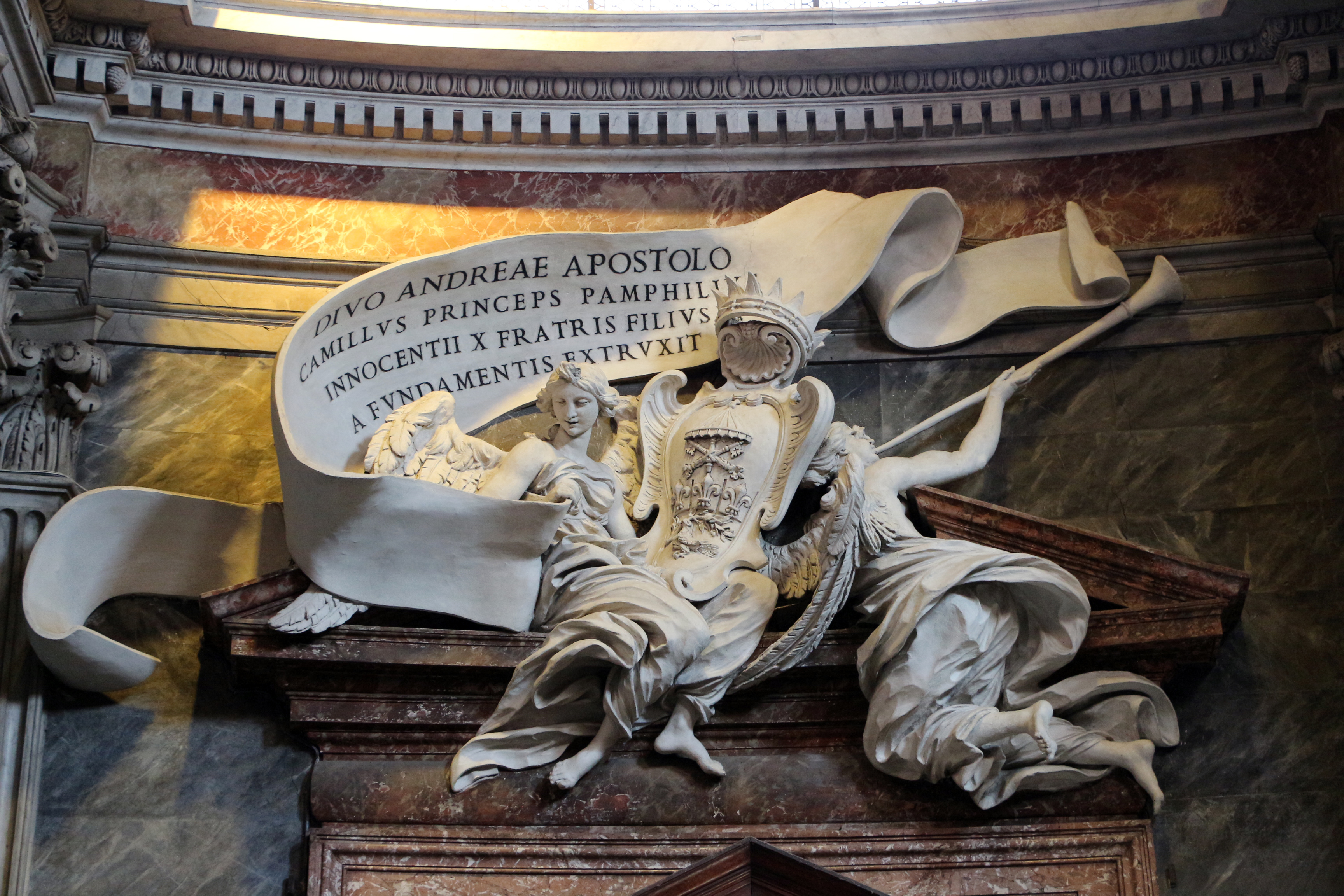
Ангелы. Скульптуры купола церкви Сант-Андреа-аль-Квиринале
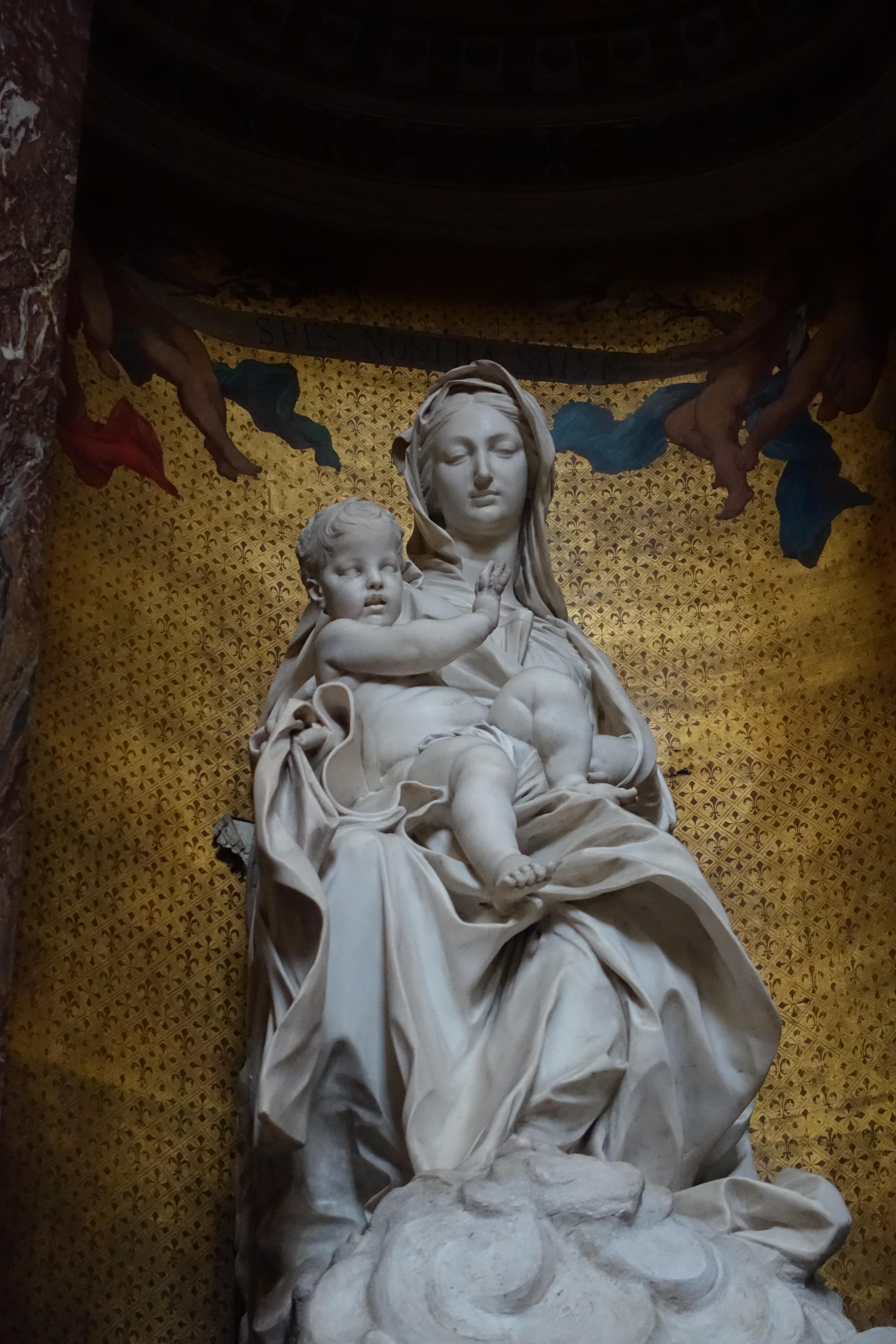
Фигура Мадонны с Младенцем. Церковь Сен-Жозеф-де-Карм. Париж. 1650—1651
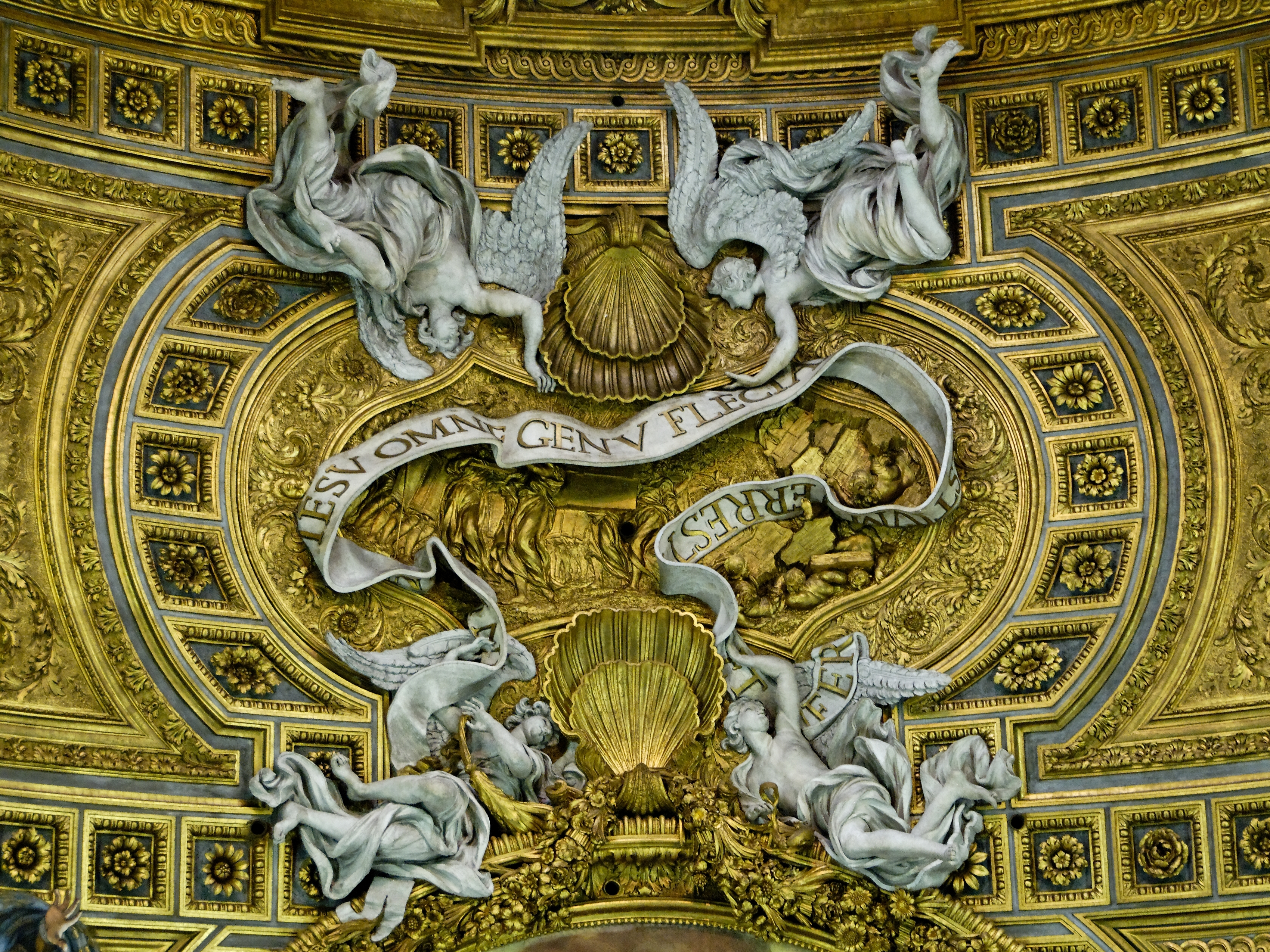
Картуш. Свод церкви Иль-Джезу в Риме. 1672—1679
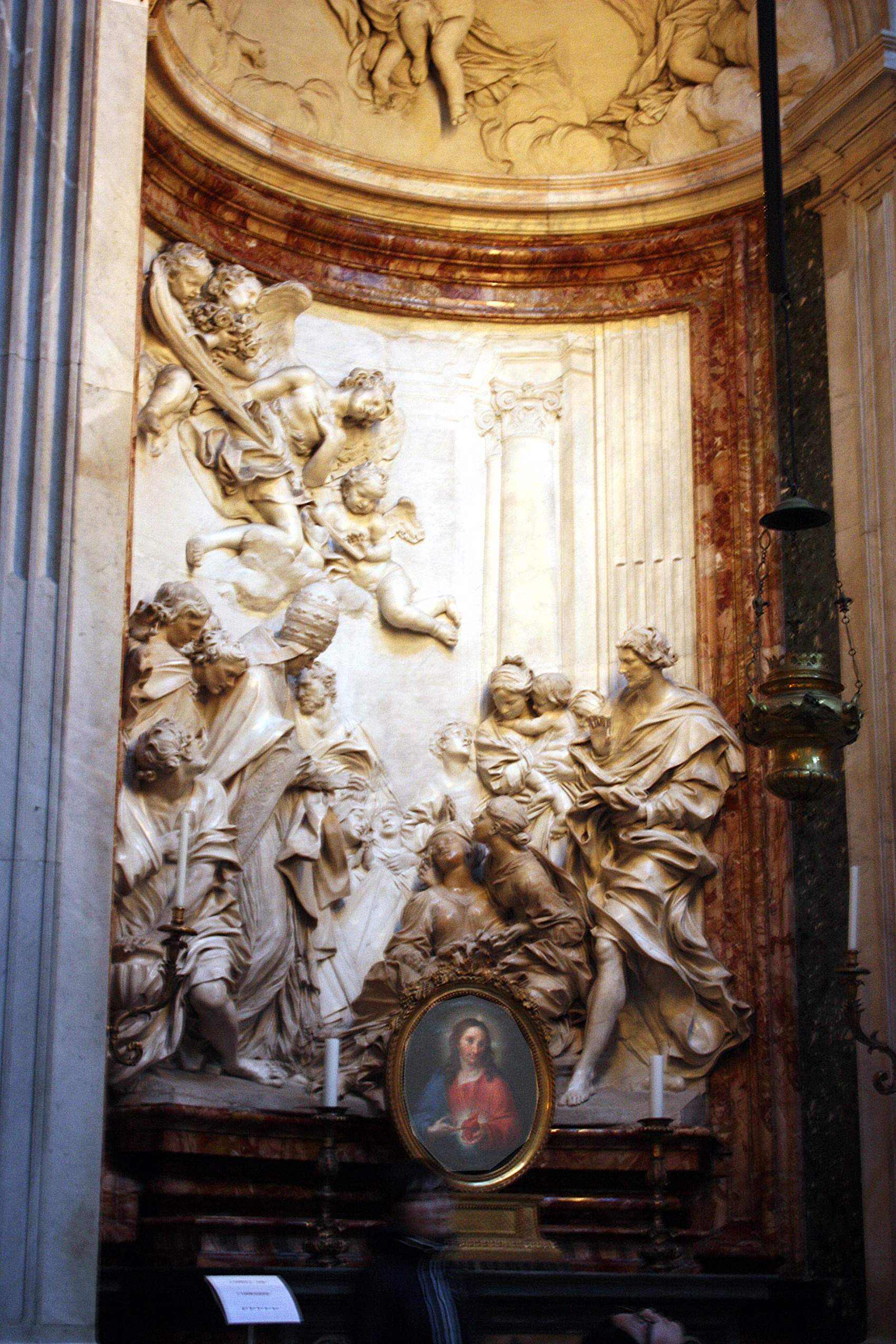
Рельеф «Смерть Святой Чечилии» в церкви Сант-Аньезе-ин-Агоне. 1662—1666. Мрамор
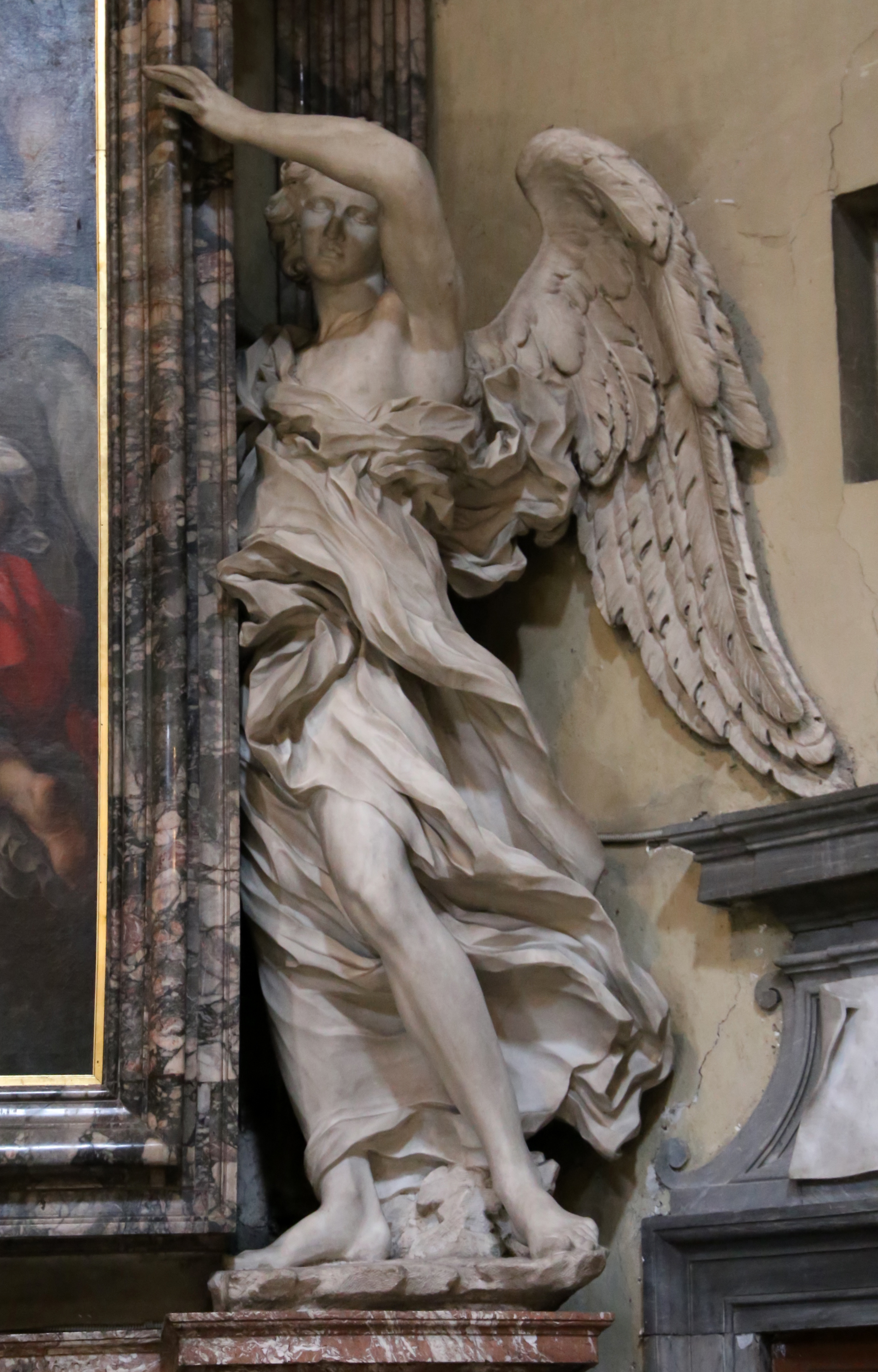
Алтарь Святого Семейства церкви Санта-Мария-дель-Пополо. Правый Ангел. Мрамор. 1659
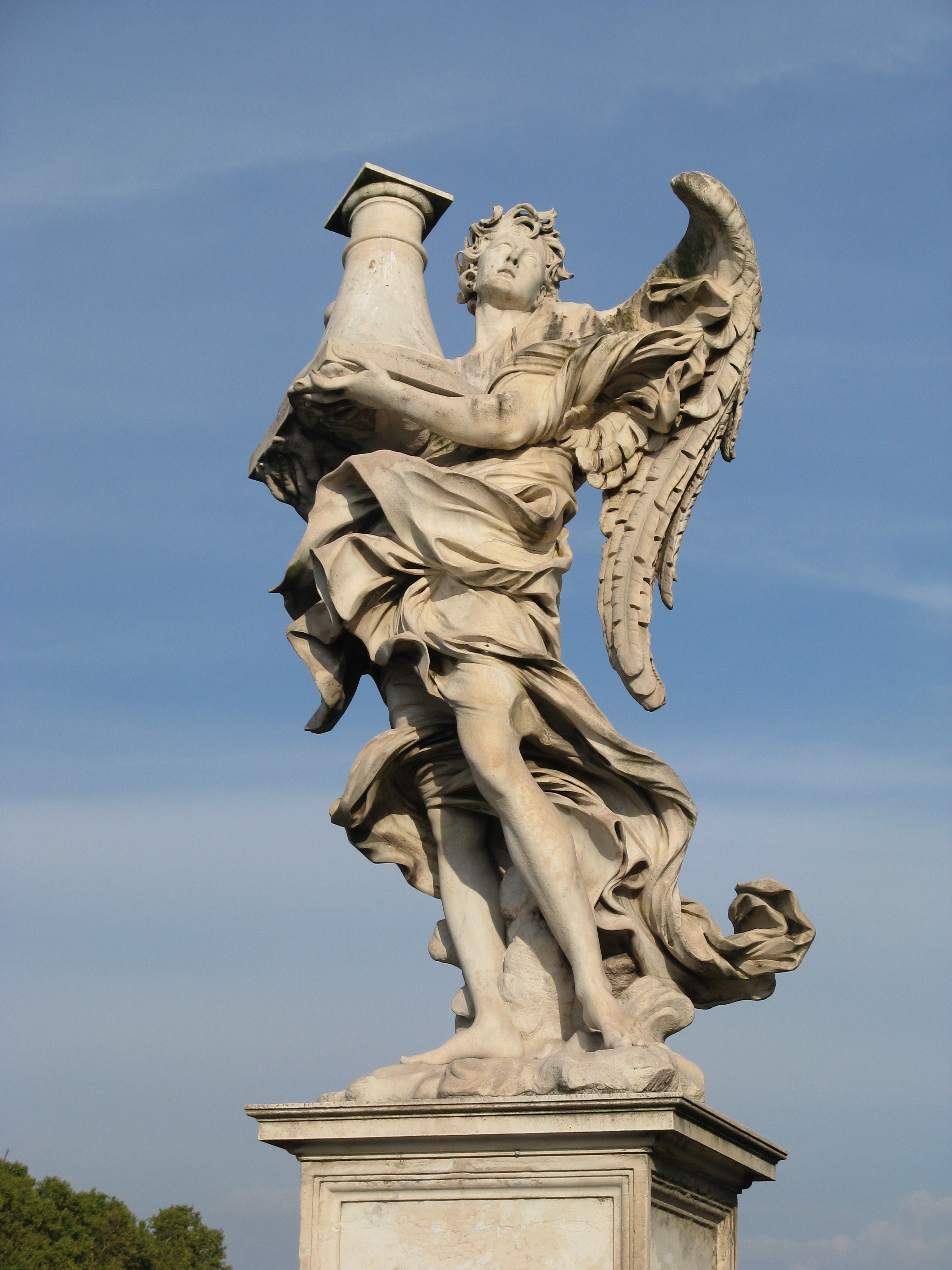
Aнгел с Колонной бичевания. Мост  Сант-Анджело в Риме. 1667—1669